# Arce (Spanyolország)
Arce település Spanyolországban, Navarra autonóm közösségben. Arce Abaurrepea/Abaurrea Baja, Lizoain-Arriasgoiti - Lizoainibar-Arriasgoiti, Erro, Auritz-Burguete, Garralda, Oroz-Betelu, Garaioa, Urraúl Alto és Lónguida – Longida községekkel határos. Lakosainak száma 301 fő (2024).

## Népesség
A település népessége az elmúlt években az alábbi módon változott:
| Lakosok száma | 299  | 275  | 272  | 254  | 272  | 282  | 260  | 262  | 253  | 301  |
|               | 2001 | 2004 | 2006 | 2009 | 2011 | 2014 | 2016 | 2019 | 2021 | 2024 |